# Lourival Vargas
Lourival Barroso Vargas (Ibertioga, 23 de agosto de 1952 – Barbacena, 20 de novembro de 2008) foi um artista plástico/pintor brasileiro.

## Biografia
Lourival, autodidata, destacou-se como pintor de temas sacros. Contudo, era autor de obras ecléticas, com temas como paisagens bucólicas e natureza, motivos esotéricos, abstratos, com diversas inspirações. Também era retratista.
Nascido em Ibertioga - Minas Gerais a 23 de Agosto de 1952, teve contato com a arte desde a infância, quando começou a desenvolver seu talento para o desenho e pintura. Faleceu em Barbacena - Minas Gerais a 20 de Novembro de 2008, aos 56 anos.

## Obra
Lourival possuía um traço característico, bem como o uso das cores, especialmente ao abordar a natureza em suas obras. A vista da serra de Ibitipoca a partir de Barbacena era uma paisagem muito apreciada pelo artista, além das redondezas da terra natal Ibertioga, e também a cidade de Barbacena - onde viveu por muitos anos - que eram temas recorrentes de suas obras.
É relevante também sua visão do universo urbano e da sociedade, pois em várias telas o artista fez seu autorretrato demonstrando um sentimento de marginalização e incompreensão, como artista e pensador, em relação à sociedade falida e hipócrita em que viveu.
Uma das principais obras do artista e que o imortalizaram  são os afrescos da Catedral de Ibertioga. A magnífica mão de Deus retratada mostra a mão calejada de um trabalhador. A inspiração se deu numa tarde ao deixar a catedral. Após dias pensando em como seria a mão divina, deparou com um lavrador sentado na calçada da praça e nesse momento ele percebeu que a mão do Criador deveria ser como aquela, calejada pelo trabalho árduo da grande criação do mundo. Pediu ao homem que deixasse que ele desenhasse sua mão. Ao se ver a obra pronta percebe-se como foi sensível e precisa a observação do artista. Algumas pessoas do círculo íntimo do artista emprestaram seus rostos para que ele compusesse as figuras ali retratadas como anjos e arcanjos. Essa obra foi um marco importante na sua carreira, e depois dela foi convidado para fazer a pintura do teto de  capelas nas fazendas da região.